# Petit (cràter)
No confondre amb Pettit, un altre cràter lunar .

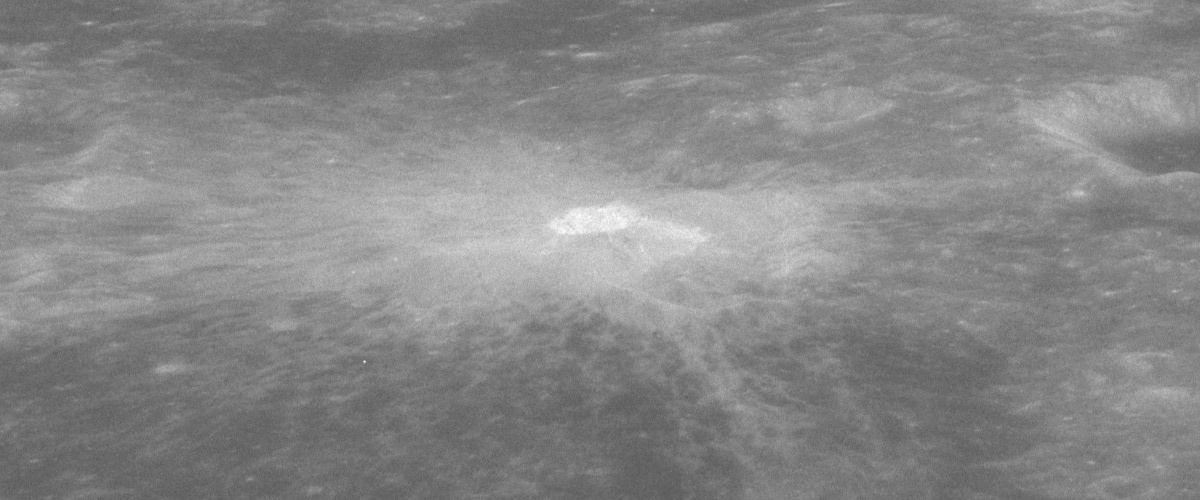
Fotografia de la missió Apol·lo 11

Petit és un petit cràter d'impacte lunar amb forma de bol que es troba en el bord nord-oest del Mare Spumans. El cràter té un prominent sistema de marques radials. La designació Petit, que significa petit en francès, s'ajusta a les seves reduïdes dimensions, però en realitat va ser nomenat en honor d'Alexis Thérèse Petit, un físic francès.

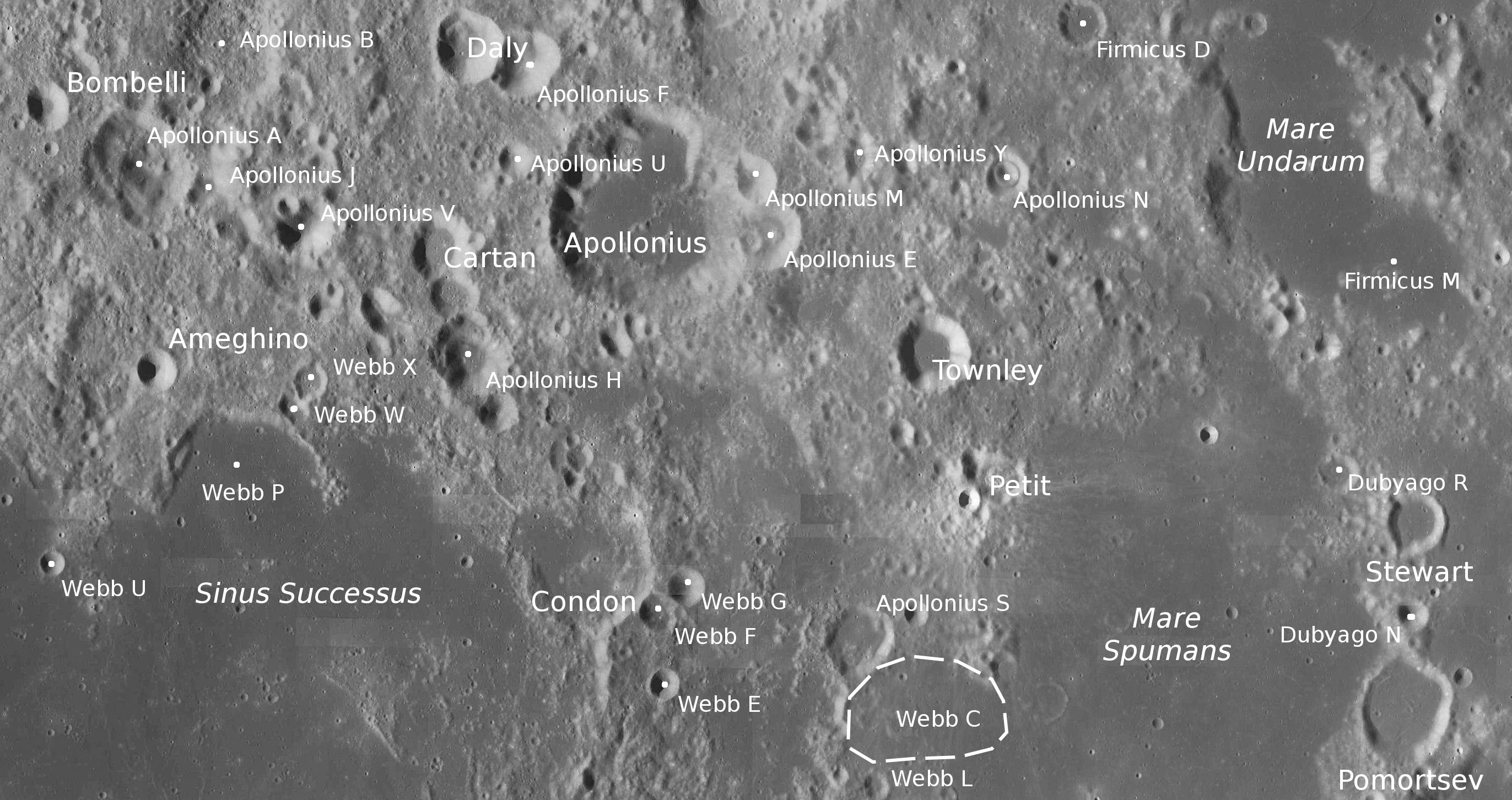
Entorn de Petit. Fotografia de la missió Lunar Reconnaissance Orbiter

El cràter es troba al sud del cràter Townley, i a l'est de Condon. Més al nord-oest apareix Apol·loni. Petit va ser designat anteriorment Apol·loni W abans que la UAI li assignés el seu nom actual.
|  |  |  |